# Materialismo espiritual

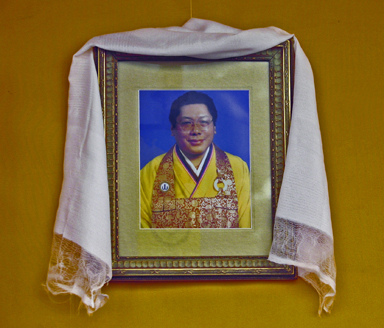
Chogyam Trungpa Rinpoche introdujo el término en su libro de 1973.

El materialismo espiritual es un término acuñado por Chögyam Trungpa en su libro Más allá del materialismo espiritual de 1973. El libro es un compendio de sus charlas que explican el budismo dadas mientras abriendo el centro de meditación Karma Dzong en Boulder, Colorado. Posteriormente expande el concepto en seminarios que devinieron en libros como Trabajo, sexo, dinero. Utiliza el término para describir algunos errores que los buscadores espirituales cometen cuando transforman su búsqueda espiritual en un emprendimiento que generan egocentrismo y confusión, basándose en la idea que el desarrollo del ego es contraproducente al progreso espiritual.
Si bien el término es nuevo, la caracterización de estos errores en la búsqueda espiritual han sido mencionados por otros maestros y enunciadas dentro de las sabidurías desde hace siglos.
Convencionalmente, suele usarse el término para describir al narcisismo capitalista y espiritual, los esfuerzos comerciales de librerías Nueva era y a conferenciantes ricos sobre temas espirituales; también utilizarse para hacer referencia al intento acumular una lista de títulos o acumular enseñanzas para presentarse uno como alguien superior o una persona santa.
El psicólogo español Jorge Noguera Ferrer equipara los términos «materialismo espiritual» y «narcisismo espiritual» mientras que otros autores establecen que el narcisismo espiritual es creer que uno merece amor y respeto, o que uno es superior que otro, porque en ambos casos uno ha acumulado formaciones en espiritualidad.

## Señores del materialismo
En la argumentación de Chogyam Trungpa, el materialismo espiritual puede caer en tres categorías —lo que él llama los tres «Señores del materialismo» (en tibetano: lalo que literalmente se traduce como 'bárbaro')— en las que una forma de materialismo se malinterpreta como que trae felicidad a largo plazo, pero en cambio solo brinda entretenimiento a corto plazo seguido de sufrimiento a largo plazo:

### Materialismo físico
Es la creencia de que las posesiones pueden aliviar el sufrimiento. Es regido por el Señor de la Forma, que lleva a «la búsqueda neurótica de comodidad, seguridad y placer». Desde el punto de vista de Trungpa, pueden traer felicidad de manera temporal, pero posteriormente generan mayor sufrimiento en la búsqueda interminable de crear un entorno adecuado. O en otro nivel, puede causar un malentendido como, «Soy rico porque tengo esto o aquello» o «Soy profesor (o lo que sea) porque tengo un diploma (o lo que sea)». 

### Materialismo psicológico
Es la creencia de que una filosofía, un sistema de creencias o un punto de vista en particular traerá la liberación del sufrimiento. Es regido por el Señor de la Palabra, que utiliza «sistemas de ideas». Así que buscar refugio identificándose fuertemente con una religión en particular, filosofía, partido político o punto de vista, por ejemplo, sería materialismo psicológico. De aquí surge el uso convencional del materialismo espiritual, al identificarse uno mismo como budista o alguna otra etiqueta, o al recopilar iniciaciones y logros espirituales, se construye una visión más sólida del ego. Trungpa caracteriza el objetivo del materialismo psicológico como el uso de conceptos, pretextos e ideas externos para probar que existe el yo impulsado por el ego, que se manifiesta en una actitud competitiva particular.

### Materialismo espiritual
Es la creencia de que un cierto estado mental temporal es un refugio del sufrimiento. Es regido por el Señor de la Mente, que lleva a esforzar por mantener la «autoconciencia». Un ejemplo sería el uso de prácticas de meditación para crear un estado mental de paz, o el uso de drogas o alcohol para permanecer en un estado de entumecimiento o euforia. Según Trungpa, estos estados son temporales y simplemente aumentan el sufrimiento cuando cesan. Por lo tanto, intentar mantener un estado mental emocional particular como refugio del sufrimiento, o perseguir constantemente estados mentales emocionales particulares como estar enamorado, en realidad conducirá a un sufrimiento más prolongado.

## Ego
El origen escondido de las tres creencias anteriores para encontrar la felicidad se basa, según Trungpa, en la noción errónea de que el ego de uno tiene existencia inherente y es un punto de vista válido. Trungpa afirma que es incorrecto y, por lo tanto, los enfoques materialistas tienen una base inválida para empezar. El mensaje en resumen es: «No intente reforzar su ego a través de cosas materiales, sistemas de creencias como la religión o ciertos estados emocionales de la mente». En su opinión, el objetivo de la religión es mostrarte que tu ego no existe realmente de forma inherente. El ego es algo que construyes para hacerte pensar que existes, pero no es necesario y a la larga causa más sufrimiento. 
Chögyam Trungpa, en su libro sobre el tema, caracteriza el materialismo espiritual como una «espiritualidad adulterada» o como una consecuencia de la «burocracia del ego» que es el «deseo constante que el ego tiene por una más alta, más espiritual, más trascendente del conocimiento, la religión, la virtud, la discriminación, el consuelo, en fin, de lo que es el objeto de su búsqueda particular».